# Wlado Tschernosemski

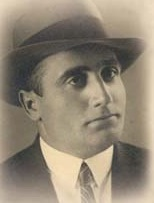
Wladimir Georgiew Tschernosemski
(Porträt aus seinem gefälschten Pass, 1934)

Wladimir „Wlado“ Georgiew Tschernosemski (bulgarisch Владимир „Владо“ Георгиев Черноземски; * 19. Oktober 1897 als Welitschko Kerin-Dimitrow/Величко Керин-Димитров in Kameniza, Bulgarien; † 9. Oktober 1934 in Marseille, Frankreich) war ein bulgarischer Nationalist. Als Mitglied der Inneren Mazedonischen Revolutionären Organisation (IMRO) erschoss er 1934 den diktatorisch regierenden jugoslawischen König Alexander I. Bei dem  Selbstmordattentat starben auch der französische Außenminister Louis Barthou und drei weitere Personen.

## Leben
Seit 1922 soll er Mitglied der IMRO gewesen und zum persönlichen Leibwächter und Chauffeur des IMRO-Führers Iwan Michajlow aufgestiegen sein. Nach Aussage von Michajlow soll sein vollständiger Name Wladimir Georgiew Tschernosemski (genannt Wlado) gewesen sein. Daher wurde er auch als Vlada (oder Vlado) der Chauffeur bezeichnet. In Michajlows Diensten verübte er mehrere Morde. Als 1927 die serbische Polizei den Vater und Bruder von Michajlow ermordete, beschloss er, den serbisch-jugoslawischen König Alexander I. zu töten.

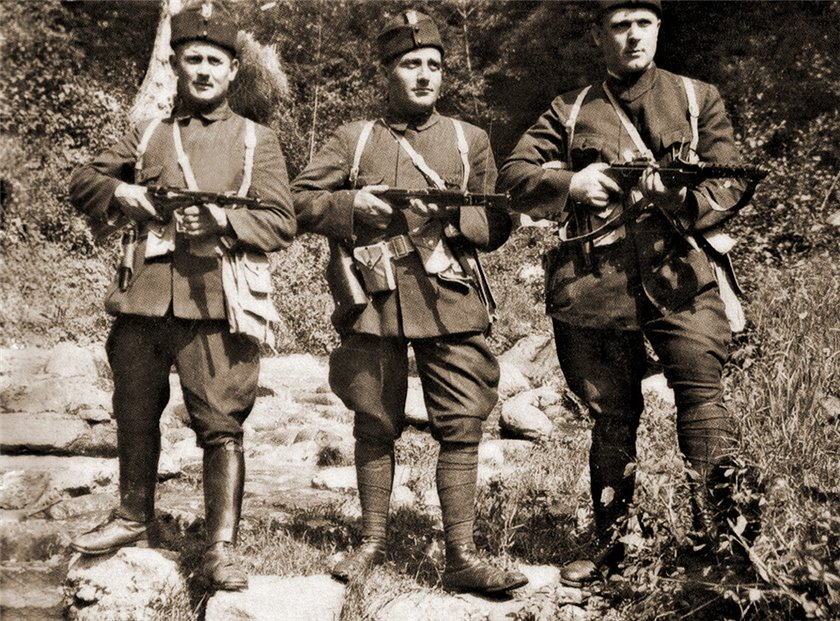
Tschernosemski (Mitte) und der Mittäter Zvonimir Pospišil (rechts) mit dem Ustascha Mijo Babić, bei der militärischen Ausbildung im Ustascha-Lager Janka Puszta südlich von Nagykanizsa, Ungarn (um 1934)

Nach dem Bericht des zum Attentat ermittelnden Kriminalbeamten Alexandre Guibbal soll Tschernosemskis eigentlicher Name Welitschko Kerin-Dimitrow gewesen sein. Dieser soll von demselben Gericht in Sofia jeweils in Abwesenheit am 7. September 1928 wegen Mordes an dem kommunistischen Abgeordneten Dimo Hadschi-Dimow († 13. September 1924) unter dem Namen Dimitrow Wladimirow zum Tode sowie am 5. Januar 1932 unter dem Namen Wladimir Georgieff Tschernozemski wegen Mordes an dem IMRO-Mitglied Naum Tomalewski († 2. Dezember 1930) zu lebenslanger Haft verurteilt worden sein. Ende 1932 habe er von einer Amnestie profitiert und sei in Sofia in der Kozludujstraße Nr. 75 wohnhaft gewesen. Nach Gerüchten sei er dann auf Befehl der IMRO ermordet worden, wurde tatsächlich aber zur kroatischen Ustascha-Organisation geschickt. Kerin-Dimitrow soll zweimal verheiratet gewesen sein.

## Attentat auf Alexander I.
Der IMRO-Führer Iwan Michajlow hatte Verbindungen zur kroatischen Ustascha-Bewegung unter Ante Pavelić, die Kroatien aus dem von König Alexander I. geschaffenen Königreich Jugoslawien lösen wollte. Im Jahr 1929 festigten beide Organisationen ihre Verbindungen mit der Deklaration von Sofia und beschlossen, in einer gemeinsamen Aktion den jugoslawischen König bei dessen Staatsbesuch in Frankreich zu ermorden. Zu diesem Zweck reiste Tschernosemski mit Eugen Dido Kvaternik und weiteren Attentätern der Ustascha über die Schweiz nach Frankreich ein.

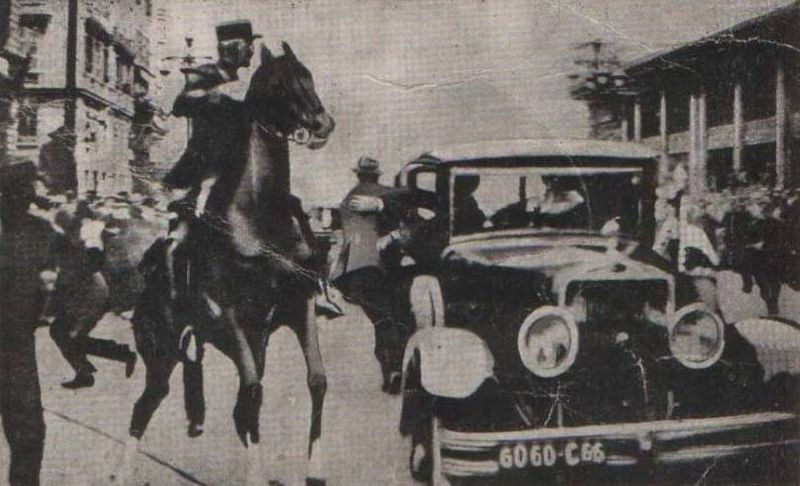
Aufnahme des Attentats auf Alexander I.

Am 9. Oktober 1934 besuchte der jugoslawische König die Hafenstadt Marseille. Obwohl die französische Polizei vor dem Attentat gewarnt worden war, waren die Sicherheitsvorkehrungen sehr niedrig. Empfangen vom französischen Außenminister Louis Barthou fuhren beide in einem Auto-Konvoi in die Innenstadt. Somit konnte es dem am Straßenrand wartenden Tschernosemski gelingen, mit zwei Pistolen und zwei Handgranaten bewaffnet, das Spalier der Polizei zu durchbrechen, als das Delage-Landaulet (Delage Type DM oder Delage Type D.8) passierte. 
Mit dem Ruf Vive le roi! (Es lebe der König!) stürmte er auf den Wagen zu, sprang auf das Trittbrett und feuerte das 10-schüssige Magazin seiner Mauser-C96-Pistole auf den König, den Außenminister, General Alphonse Georges im Wageninneren und einen Polizisten außerhalb des Wagens leer.
Der König und der Außenminister starben kurz nach der Tat an ihren zahlreichen Schussverletzungen. Foissac, der Fahrer des Wagens, und General Georges, der ebenfalls im Auto saß, überlebten das Attentat. Der Fahrer konnte Tschernosemski an den Haaren festhalten und gegen die Karosserie drücken. Dort wurde Tschernosemski, der von Polizisten auch mit drei Schüssen getroffen worden war, von einem Säbelhieb des französischen Oberstleutnant Piollet zu Pferd schwer verwundet. Aufgeregte Passanten stürzten sich sofort auf den Attentäter und traktierten ihn mit Fußtritten. Tschernosemski wurde bewusstlos und starb am Abend des 9. Oktober 1934 gegen 22:00 Uhr auf der Polizeiwache von Marseille an seinen schweren Verletzungen, ohne das Bewusstsein wiedererlangt zu haben.
Durch das sofortige Abbremsen des Fahrers kam der Wagen genau vor einer Kamera zum Stehen, so dass der von Tschernosemski ausgeführte Anschlag das erste (nahezu) vollständig gefilmte Attentat wurde. Im Kugelhagel starben auch zwei Frauen und ein Polizist am Straßenrand. Weiterhin wurden zehn Passanten durch Querschläger verletzt.

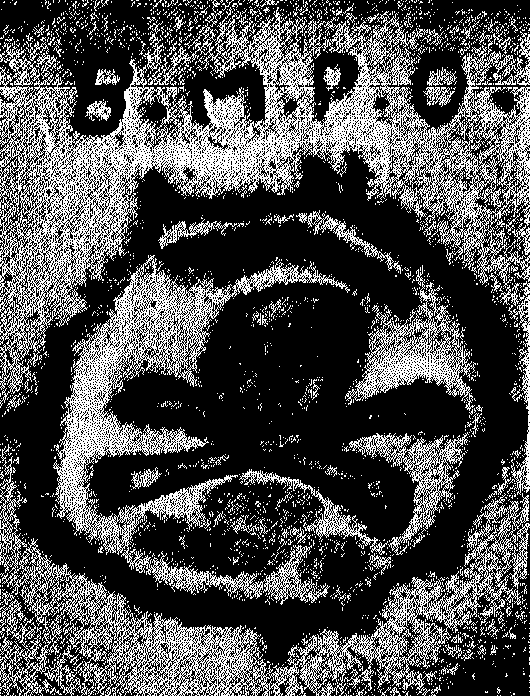
Tätowierung auf Tschernosemskis Arm

In Tschernosemski Jackentasche fand sich ein tschechischer Pass auf den Namen Petr Kelemen, der von der französischen Polizei jedoch recht schnell als Fälschung identifiziert wurde. Auf einem Arm entdeckte man eine Tätowierung: einen Schädel mit zwei darunter gekreuzten Schienbeinen mit der Umschrift „Freiheit oder Tod“ in kyrillischer Schrift sowie darüber die Buchstaben В.М.Р.О., die Losung und das Kürzel der IMRO. Da seine Identität ungeklärt blieb, wurde die Tätowierung herausgeschnitten und befand sich noch 1944 in der Sammlung eines Dr. Béroud des Museums für Kriminalistik von Marseille. Tschernosemski wurde bereits am 13. Oktober 1934 in einem mehrfach versiegelten Sarg auf einem Marseiller Friedhof begraben.
Alexander I. wurde von einer Kugel in den Rücken getroffen, während Louis Barthou von vorn erschossen wurde. Daher gibt es Spekulationen, ob der König wirklich von Tschernosemski erschossen oder versehentlich von einem seiner eigenen Leibwächter getroffen wurde.
Um das Attentat ranken sich zahlreiche Mythen, so wird eine Beteiligung deutscher und italienischer Geheimdienste am Attentat nicht ausgeschlossen. Da Tschernosemski unter verschiedenen Namen bekannt war, weichen die Schilderungen der Tathintergründe oft ab. So existieren unterschiedliche Ansichten, ob er für die kroatische Ustascha oder für die mazedonische IMRO arbeitete. Wobei diese Frage irrelevant ist, da seit der Deklaration von Sofia (1929) beide Organisationen in Absprache gemeinsame Aktionen planten und ausführten. Aufgrund dessen hielt sich Tschernosemski auch unmittelbar vor dem Attentat als Verbindungsmann der IMRO, in einem Ausbildungslager der Ustascha auf.

## Transkriptionen und Decknamen
Sein Name ist unter verschiedenen Transkriptionen Wladimir Georgiew Tschernozemski, Vladimir Ghorgiev Tchernozernsky, Vladimir „Vlado“ Gheorghiev Tchernozernsky, Vlado Chernozemski, Vlada Chernozamsky, Vlado Tchernozernsky, Wlada Georgiew oder Vlada Georgiev beziehungsweise  Welitschko Dimitrow-Kerin, Veličko (Georgiev) Kerin, Vlada Georgijev-Kerin, Veličko Kerin, Velicko Dimitrov, Dimitrow Vetitchko-Kerin und Welitschko Dimitrow-Wladimirov bekannt.
Darüber hinaus nahm er verschiedene Decknamen an unter denen er bekannt wurde, darunter Dimitrow Wladimirow (1928 unter diesem Namen zum Tode verurteilt), Vlado (oder Vlada) Makedonski (als solcher war er seinen Mitattentätern bekannt), Rudolph Suk (unter diesem Decknamen reiste er zum Attentat nach Marseille), Petr Kelemen (auf diesen Decknamen führte er während des Attentats einen Pass bei sich) und Stoyanow.

## Nachleben
Auf dem 2005 in seinem Geburtsort errichteten Gedenkstein wird ihm unter dem Namen Tschernosemski und daneben auch unter dem Namen Dimitrow Kerin gedacht.
In Tschernosemskis Geburtsort Kameniza (zu Welingrad) und in Blagoevgrad in Bulgarien sind Straßen nach ihm benannt.

## Galerie

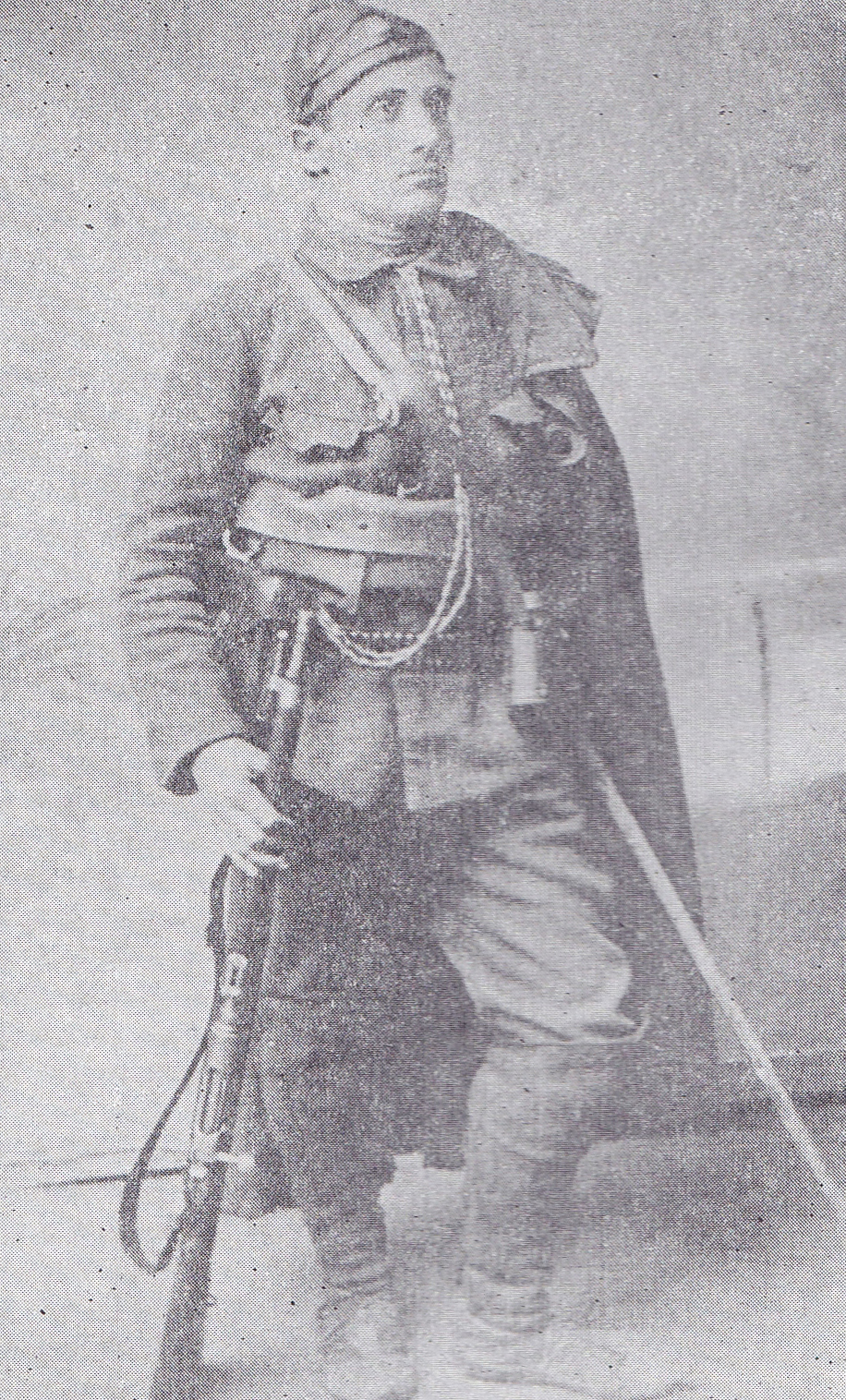
Tschernosemski in IMRO-Uniform (1920er-Jahre)
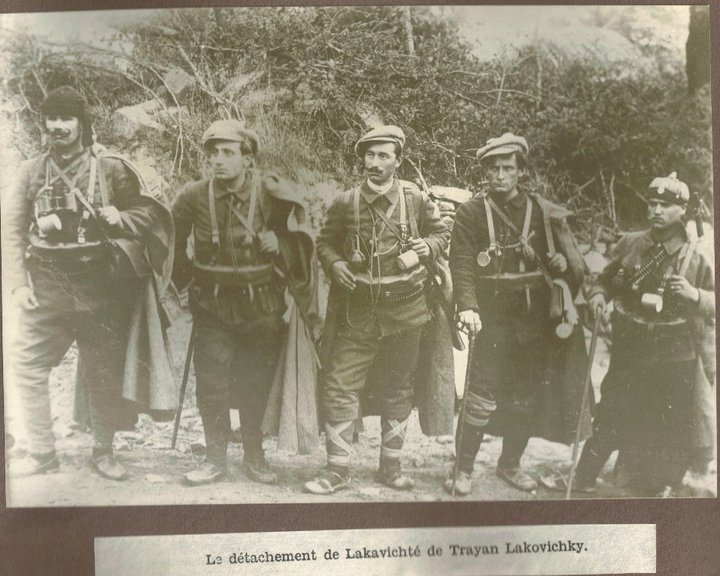
Tschernosemski als Mitglied einer IMRO-Einheit (2.v.l., 1920er-Jahre)
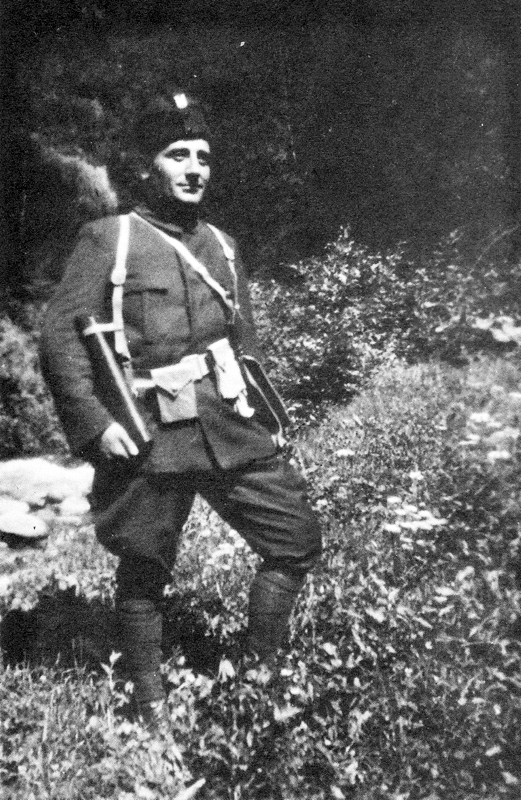
Tschernosemski in der Uniform der kroatischen Ustascha (1934)
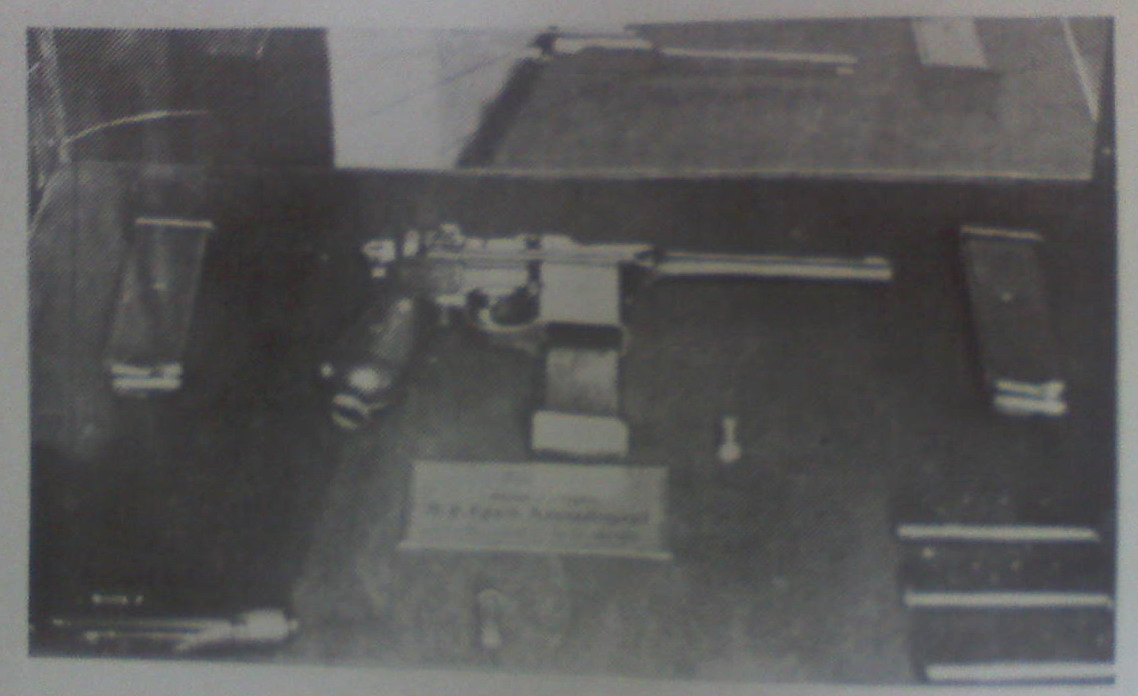
Tschernosemskis Tatwaffe, eine deutsche Mauser C96 mit 10-Schuss-Magazin
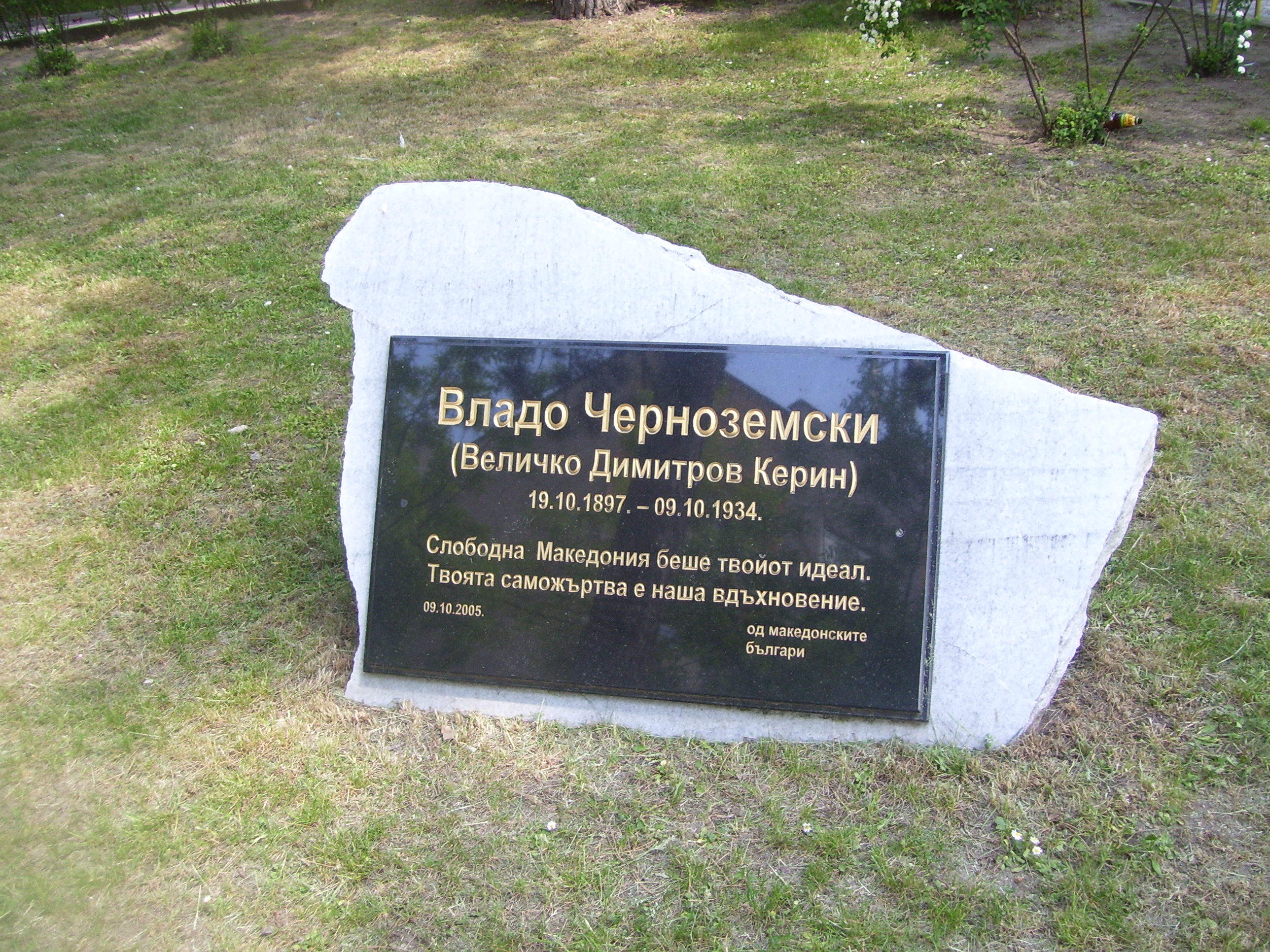
Gedenkstein für Tschernosemski in Kameniza (2011)
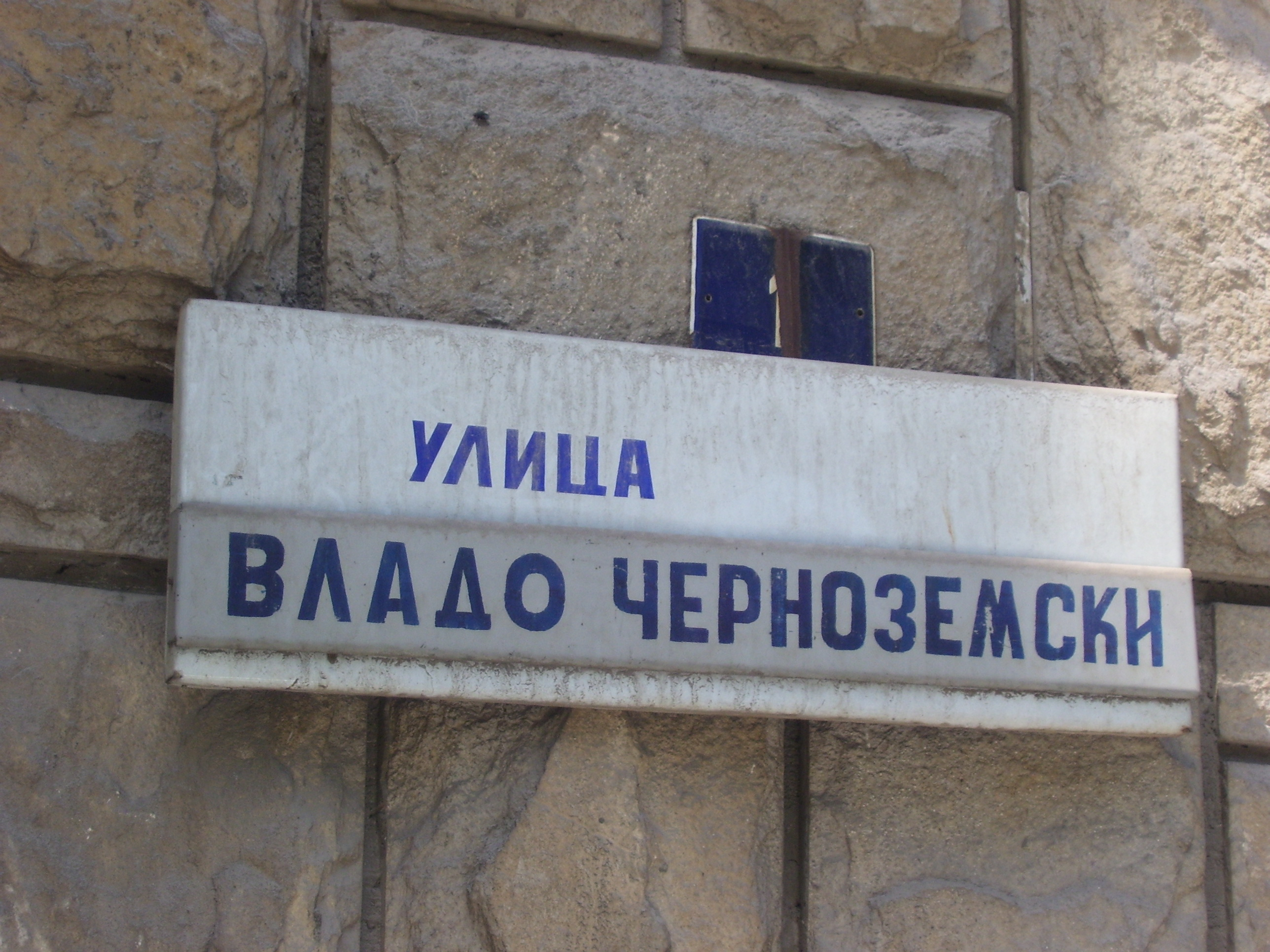
Straßenschild der Wlado-Tschernosemski-Straße im Kameniza (2011)